# شگو نیشیکاوا
شگو نیشیکاوا (ژاپنی: 西川 周吾؛ زادهٔ ۲۷ مهٔ ۱۹۷۷) یک بازیکن فوتبال اهل ژاپن است.
از باشگاه‌هایی که در آن بازی کرده‌است می‌توان به باشگاه فوتبال میتو هولیهوک اشاره کرد.